# ガーター・マッチ
ガーター・マッチ（Garter Match）は、プロレスにおける試合形式のひとつ。ガーター獲りとも呼ばれている。日本における女子プロレスの原点とも言われている。

## 概要
これを考案したのは、ボードビリアンのパン猪狩・ショパン猪狩兄弟である。猪狩兄弟による格闘技をネタにしたコント「スポーツ・ショー」に、妹である猪狩定子（リリー猪狩）も出演していたが、女の子同士のスポーツ・ショーを考えていた。そこでパンはフランスのナイトクラブで目にした「ガーター獲り」を日本に持ち込み、プロレスの要素を加えた。
1948年2月に進駐軍相手にガーター獲りを開いたが、その後ストリップショーの合間に行うようになり、1950年に警視庁から禁止令を発令された。さらに、アメリカから正統派の女子プロレスが輸入されたこともあり消滅した。
だが、60年経った2010年1月27日放送のテレビ朝日系「シルシルミシル」で「女子プロレス」の起源として「ガーター獲り」が紹介され、猪狩定子も出演。番組内では、ともにプロレスリングWAVE所属の桜花由美と春日萌花により、猪狩立会いの下、再現された。放送後、2人は団体に持ち帰り2月13日の深夜大会で「ガーター・マッチ」として行われた。
全日本女子プロレス創業者である松永高司も2008年に出版した著書『女子プロレス終わらない夢 全日本女子プロレス元会長 松永高司』の中でガーター・マッチについて触れている。

## ルール
選手の片側の太ももに付けているガーターリング、先に奪い取った方が勝利となる。
上記番組によると、それ以外のルールとして、
1. 場外禁止
2. 尻たたきは反則
3. お色気NG（コスチュームの乱れはレフェリーが直す）

などがあった。
当時、試合は畳の上で行われ、選手は毛糸の水着を着用していた。

## 派生した試合形式
ガーター・マッチから派生する形で、「出場選手が身につけているものを奪い取られると負け」になるルールが採用される試合が考案されている。

### WWEの女子選手による試合
アメリカのプロレス団体WWEでは、2000年代の終わり頃までディーヴァと呼ばれる女性達によって、ブラ&パンティ・マッチをはじめとした相手の着用しているものを剥ぎ取ることを目的とした形式の試合が行われていた。

### Yシャツマッチ
奪い取る対象がガーターから白地の男性用ワイシャツに変わったもの。ルールは試合ごとに異なるが、「出場選手全員がリングコスチュームの上にワイシャツを着用して試合に臨み、ワイシャツを剥ぎ取られた時点で負け」となるルールは共通している。
ガーター・マッチを経験した春日萌花が発案者とされており、2011年10月9日のプロレスリングWAVE・東京キネマ倶楽部大会でGAMI&広田さくら組とチェリー&大畠美咲組によるタッグマッチで初めて行われた。プロレスリングWAVEでは初開催以降、団体や所属選手の節目にあたる試合が組まれる興行など、特別な機会でのみ組まれている。当初は、通常のプロレスの試合形式にYシャツ脱衣に関するルールが追加される程度だったが、後に試合に出場しない選手が水鉄砲を持ってセコンドとして待機するようになり、出場選手が場外に落ちてしまうとセコンドの選手から大量の水鉄砲をかけられた上でリングに戻される変則のランバージャックルールが採用されるようになった。

### 浴衣マッチ
プロレスリングWAVEが夏の興行で1度だけ行う試合形式。出場選手全員がコスチュームの上に浴衣を着用して臨む。浴衣の性質上、剥ぎ取られるのではなく、はだけて両肩と両肘がすべて出てしまった時点で負けとなるルールが採用される。はだけて露出してしまうのが勝敗の基準であり、片方の肩と肘だけが露出している場合や、腕をまくって肩や肘を露出させた場合は負けとはならない。当初は浴衣の下に着用するコスチュームはビキニと指定されていたが、後に特別な制限は無くなった。